# Muzeum Regionalne w Jaworze
Muzeum Regionalne w Jaworze – placówka jest miejską jednostką organizacyjną, a jej siedzibą są pomieszczenia pobernardyńskiego zespołu klasztornego pochodzącego z XV w.
Placówka powstała w 1929 r. jako Heimatmuseum Jauer. Jego siedzibą była willa, przekazana na ten cel przez prof. Carla Koschwitza (obecnie przy ul. Piłsudskiego). Po II wojnie światowej, w 1949 roku wznowiło działalność. W 1964 roku zbiory zostały przeniesione do budynku klasztornego. W latach 1978–1986 cały kompleks został poddany remontowi. Ponowne otwarcie placówki miało miejsce w grudniu 1986 r. Obecnie zajmuje pomieszczenia kościoła halowego pw. Najświętszej Marii Panny, krużganki, wirydarz oraz dansker.
Aktualnie prezentowane są następujące wystawy stałe:
- „Ziemia Jaworska w pradziejach”, prezentująca znaleziska archeologiczne, począwszy od epoki kamienia po okres wędrówki ludów (V – VI wiek n.e.),
- „Dawne rzemiosło” oraz „Jaworskie pierniki” – ekspozycje poświęcone jaworskiemu rzemiosłu. Prezentowane są m.in. elementy „Skarbu z Bremy” – barokowych wyrobów tutejszych złotników oraz zabytkowe formy piernikarskie. Ponadto prezentowana jest historia śląskiego ślusarstwa, konwisarstwa, ceramiki i szkła artystycznego,
- „Przekraczanie niemożliwego” – wystawa poświęcona „kościołom pokoju” w Świdnicy i Jaworze,
- „Warczą karabiny i dzwonią pałasze” – ekspozycja militariów, w szczególności broni białej i palnej. Najstarsze z eksponatów pochodzą z XIV wieku,
- „Izba dolnośląska” – wystawa etnograficzna, ukazująca wystrój izby ludowej z okresu ostatnich 200 lat,
- „Skarbiec Sudetów” – ekspozycja zorganizowana wspólnie z Muzeum Czeskiego Raju w Turnovie. W jej skład wschodzą sudeckie minerały i kamienie szlachetne,
- „Galeria Śląskiej Sztuki Sakralnej”, prezentowana we wnętrzu kościoła. W jej skład wchodzi malarstwo o tematyce religijnej, pochodzące z okresu XV do XVIII wieku. Integralną część wystawy stanowią pochodzące z XVI i XVII wieku polichromie na ścianach świątyni.

Od czerwca 2013 w ramach muzealnej oferty możliwe jest zwiedzanie wieży Zamku Piastowskiego w Jaworze, skąd można podziwiać panoramę miasta i okolicy.
W 2015 Arkadiusz Muła zastąpił na stanowisku dyrektora Teresę Chołubek-Spyt.